# Saison 1 de Breaking Bad
Chronologie
Saison 2
La première saison de la série télévisée américaine Breaking Bad comporte sept épisodes diffusés du 20 janvier au 9 mars 2008.

## Synopsis
Walter White, professeur de chimie dans un lycée de 50 ans, vit avec son fils handicapé Walter Jr. et sa femme enceinte Skyler à Albuquerque, au Nouveau-Mexique. Lorsqu'on lui diagnostique un cancer du poumon en phase terminale, sa vie s'effondre. Il décide alors de mettre en place un laboratoire et de fabriquer de la méthamphétamine pour pouvoir subvenir aux besoins de sa famille en s'associant avec l'un de ses anciens élèves devenu petit trafiquant, Jesse Pinkman.

## Distribution de la saison

### Acteurs principaux
- Bryan Cranston (VF : Jean-Louis Faure) : Walter White alias « Heisenberg »
- Aaron Paul (VF : Alexandre Gillet) : Jesse Pinkman
- Anna Gunn (VF : Nathalie Régnier) : Skyler White
- Dean Norris (VF : Jean-François Aupied) : Hank Schrader
- Betsy Brandt (VF : Florence Dumortier) : Marie Schrader
- RJ Mitte (VF : Pascal Nowak) : Walter « Flynn » White Jr.

### Acteurs récurrents
- Max Arciniega (VF : Anatole de Bodinat) : Domingo Gallardo « Krazy 8 » Molina
- John Koyama (VF : Emmanuel Karsen) : Emilio
- Raymond Cruz (VF : Jérôme Rebbot) : Tuco Salamanca
- Matt L. Jones (VF : Jérôme Pauwels) : Brandon « Badger » Mehyew
- Charles Baker (VF : Cédric Dumond) : Skinny Pete
- Rodney Rush (VF : Charles Pestel) : Christian « Combo » Ortega
- Tess Harper (VF : Martine Irzenski) : Mme Pinkman
- Michael Bofshever (VF : Guy Lamarque) : M. Pinkman

### Invités
- Marius Stan (VF : Bogdan Stanoeditch) : Bogdan (épisode 1)
- Kyle Bornheimer (VF : Emmanuel Curtil) : Ken Wins (épisode 4)
- Benjamin Petry (VF : Anatole Lebon) : Jake Pinkman (épisode 4)
- Adam Godley (VF : Gabriel Le Doze) : Elliott Schwartz (épisode 5)
- Jessica Hecht (VF : Véronique Soufflet) : Gretchen Schwartz (épisode 5)
- Jesus Payan : Gonzo (épisode 7)
- César García Gómez : No-Doze (épisodes 5 à 7)

## Résumé de la saison
Walter White, professeur de chimie sur-qualifié de 50 ans enseignant dans un lycée, mène une vie paisible mais monotone à Albuquerque, au Nouveau-Mexique, avec sa femme enceinte Skyler et son fils handicapé Walter Junior. Pour subvenir aux besoins financiers de sa famille, il travaille également dans une station de lavage de voiture en fin de journée, dans laquelle il est mal considéré par son patron. Sa vie bascule quand il découvre qu’il est atteint d'un cancer des poumons inopérable. Lors de la fête organisée par sa famille pour ses 50 ans, son beau-frère Hank Schrader, un membre de la DEA, lui parle des fortes sommes d’argent accumulées par les trafiquants de méthamphétamine. Souhaitant laisser un maximum d’argent à sa famille après sa mort, il décide de se lancer dans le trafic de drogue.  
Il assiste d'abord à une descente de la DEA organisée par Hank, au cours de laquelle il voit un de ses anciens élèves, Jesse Pinkman, prendre la fuite. Après l'avoir retrouvé et menacé de le dénoncer, Jesse accepte de travailler avec son ancien professeur. Les deux nouveaux complices achètent un camping-car et partent "cuisiner" de la méthamphétamine dans le désert.  Grâce à ses connaissances en chimie, Walter parvient à créer la méthamphétamine la plus pure du marché. Jesse tente de vendre la drogue à un dealer, Krazy-8, le cousin d'Emilio, le précédent complice de Jesse, arrêté lors de la descente de Hank. Emilio ayant été libéré et étant persuadé que Jesse l'a vendu, les choses dégénèrent. Walter arrive à intoxiquer les deux hommes à l'aide d'un mélange chimique. Krazy-8 ayant survécu, Walter et Jesse l'enferment dans la maison du dernier. Alors que le professeur de chimie s'apprêtait à le libérer, il découvre que son prisonnier a prévu de le tuer, et est obligé de l'assassiner. Walt et Jesse font alors disparaitre les deux corps dans l'acide. 
Après cette expérience traumatisante, les deux complices décident d’abandonner, et Walter parle de sa maladie à sa famille. Sous la pression de sa femme, Walter accepte de commencer un traitement par chimiothérapie. Mais pour payer les frais d’hôpital, son refus de l'aide de ses anciens collègues, Elliot et Gretchen, devenus riches, le force à reprendre le trafic de drogue avec Jesse. Ils décident, après avoir essayé de se débrouiller seuls, de traiter avec le baron de la drogue local, Tuco Salamanca, l'ancien compagnon de cellule de Skinny Pete, un des amis de Jesse. Après que Tuco ait volé et battu Jesse au point de l'envoyer à l'hôpital, Walt réussit à gagner son respect et traiter avec lui. Mais lors d'une vente dans une casse automobile, Tuco bat à mort un de ses hommes de mains pour avoir eu un mot de trop, avant de repartir, laissant Walt et Jesse sous le choc. 

## Liste des épisodes
La première saison n'est composée que de sept épisodes à cause de la grève des scénaristes américains. AMC en avait à l'origine commandé neuf.

### Épisode 1:Chute libre
- États-Unis et  Canada anglais : 20 janvier 2008 sur AMC
- France : 20 octobre 2009 sur Orange Cinémax et le 9 octobre 2010 sur Arte
- Belgique : 29 octobre 2009 sur Be Séries
- Québec  Canada français: 27 octobre 2011 sur AddikTV[1]

- États-Unis : 1,41 million de téléspectateurs[2] (première diffusion)

- Aaron Hill (Jock)
- Allan Pacheco (Irving)
- Carmen Serano (Carmen)
- Christopher Dempsey (E.M.T.)
- Evan Bobrick (Chad)
- Jason Byrd (étudiant en chimie)
- John Koyama (Emilio)
- Marius Stan (Bogdan)
- Maximino Arciniega Jr. (Krazy8)
- Steven Michael Quezada (Gomez)

Un homme en sous-vêtements et portant un masque à gaz conduit à toute allure un camping-car sur une route du désert du Nouveau-Mexique. Un jeune homme, portant également un masque à gaz, le visage boursouflé, occupe inconscient le siège passager du véhicule. Alors que la caravane s'enfonce dans un fossé, deux corps inertes roulent sur le sol du véhicule. Le conducteur, essoufflé, s'échappe du véhicule une caméra à la main, équipé d'un revolver et de son porte-feuilles. Se présentant comme Walter Hartwell White, il enregistre un adieu désespéré adressé à sa femme, son fils et sa fille au son lointain des sirènes de la police. Son message terminé, il s'écarte de la route, un pistolet à la main.
Trois semaines plus tôt, Walter fête à son domicile son cinquantième anniversaire. Il réside dans la ville d'Albuquerque, avec sa femme Skyler, et son fils de 15 ans Walter Jr. atteint de paralysie cérébrale. Professeur de chimie désabusé et surqualifié travaillant dans un lycée, il arrondit ses fins de mois difficiles en tant que caissier dans une station de lavage. Parmi les invités de son anniversaire surprise se trouvent son beau-frère, Hank Shrader, agent de la DEA, et sa femme Marie. Plus tard dans la soirée, Hank apparaît dans un reportage télévisé relatant sa descente dans un laboratoire clandestin de méthamphétamine. Intrigué, Walter découvre alors un monde où l'argent facile semble être à la portée de tous.
Le jour suivant, Walter s'évanouit à la station de lavage. Une fois à l'hôpital, il apprend alors qu'il est atteint d'un cancer du poumon en phase terminale, et n'a plus que quelques années à vivre. De retour chez lui, il décide de ne pas partager la nouvelle avec sa famille. Le lendemain, dans un excès de colère, il démissionne de son second emploi, trop humiliant. Invité par son beau-frère Hank, il assiste alors à l'une de ses opérations policières dans le but de « pimenter son quotidien ». Alors que Hank et son partenaire Steven Gomez balaient la scène d'un laboratoire clandestin, Walt aperçoit Jesse, un de ses anciens élèves, s'échappant du lieu du crime tandis que son partenaire Emilio Koyama se fait arrêter par la DEA. Plus tard dans la soirée, Walt se rend chez Jesse et lui propose alors un marché : s'associer avec lui pour produire de la méthamphétamine ou le dénoncer à son beau-frère.
Walt retourne alors au lycée qui l'emploie, dans le but de voler du matériel lui permettant de fabriquer de la drogue. Jesse, quant à lui, s'arrange pour acheter une caravane usagée et la transformer en laboratoire mobile. Après avoir récupéré ses économies pour payer le véhicule, Walt disparaît dans le désert accompagné de son ancien élève, devenu partenaire. Utilisant ses facultés exceptionnelles de chimiste, Walter produit alors ce que Jesse décrira comme la drogue la plus pure qu'il ait jamais vue.
De retour à Albuquerque, Jesse décide d'emmener un échantillon de la marchandise à son partenaire Krazy-8, un cousin de son ancien associé Emilio. Libéré sous caution, Emilio s'attaque alors à Jesse, persuadé qu'il l'a dénoncé et qu'il est un informateur de la police. Jesse finit par les emmener dans le désert afin de témoigner de leur désir de s'associer. Alors que Krazy-8 semble prêt à s'associer avec Walter, impressionné par la qualité de sa production, Emilio reconnaît le professeur, présent quelques jours auparavant lors de la descente de la DEA à son domicile. Tenu en joue par Krazy-8, Jesse essaie de s'échapper du véhicule mais trébuche et perd conscience. Walt, suppliant pour sa vie, promet alors de révéler sa formule aux deux cousins. De retour dans la caravane, il prépare méticuleusement les ingrédients nécessaires à la fabrication de la drogue. Profitant d'un feu de broussailles déclenché accidentellement par Emilio, Walt s'échappe du laboratoire en relâchant de la phosphine en mélangeant des produits chimiques. Alors que Walter bloque la porte de la caravane, les deux trafiquants perdent connaissance.

### Épisode 2:Le Choix
- États-Unis et  Canada anglais : 27 janvier 2008 sur AMC
- France : 20 octobre 2009 sur Orange Cinémax et le 9 octobre 2010 sur Arte
- Belgique : 30 octobre 2009 sur Be Séries
- Québec  Canada français : sur AddikTV

- Jason Byrd (Ben)
- John Koyama (Emilio)
- Maximino Arciniega Jr (Krazy-8)

A l’aide d’un remorqueur, Walter et Jesse ont fait sortir le camping-car du fossé sans attirer les soupçons, et doivent maintenant se débarrasser des corps d’Emilio et de Krazy-8, à l’arrière du véhicule. Alors qu’ils s’apprêtent à partir, ils découvrent avec stupéfaction que Krazy-8 est vivant, et ne sont pas d’accord sur la marche à suivre. Le camping-car est caché dans le jardin de la maison de Jesse. Alors que Walt prend le petit-déjeuner en famille, son associé l’appelle et l’informe que leur prisonnier reste en vie malgré ses blessures. Intrigué par l’appel, Skyler mène son enquête et découvre que son mari fréquente Jesse Pinkman. 
Après sa journée de cours, Walter le rejoint et ramène Krazy-8 chez Jesse après qu’il ait réussi à s’échapper, en dépit de son piteux état. Il est attaché dans le sous-sol de la maison. Walt préconise de se débarrasser du corps d’Emilio en le dissolvant dans l’acide. Après un tirage au sort, la tâche de faire disparaitre le cadavre d’Emilio est attribuée à Jesse. Walter descend une première fois dans la cave avec un pistolet, mais lorsqu’il constate que Krazy-8 est conscient et en possession de ses capacités mentales, il décide de lui donner de quoi se restaurer, avant de lui confirmer à demi-mot que son cousin est mort. Il fume ensuite un joint avec l’herbe de Jesse, et quitte la maison lorsque ce dernier est de retour, avec un Krazy-8 encore en vie. 

### Épisode 3:Dérapage
- États-Unis et  Canada anglais : 10 février 2008 sur AMC
- France : 27 octobre 2009 sur Orange Cinémax et le 16 octobre 2010 sur Arte
- Belgique : 30 octobre 2009 sur Be Séries
- Québec  Canada français : sur AddikTV

- Carmen Serano (Carmen)
- Jessica Hecht (assistante de Walt)
- Julia Minesci (Meth Whore)
- Maximino Arciniega Jr. (Krazy-8)
- Steven Michael Quezada (Gomez)

Walter et Jesse nettoient le sol de la maison des derniers morceaux du corps d’Emilio que l’acide n’a pas dissout. Des gouttes de sang traversent le plancher et atteignent le sous-sol, sous les yeux de Krazy-8. Pendant ce temps, chez les White, Skyler et son fils repeignent la future chambre du bébé en présence de Marie. Après que Walt Jr soit parti avec un de ses amis, Skyler questionne sa sœur sur les effets que la consommation de marijuana peut avoir sur une personne, et Marie croit deviner que Walter Jr ne fume, ce que Skyler dément. 
Après s’être nettoyé au tuyau d’arrosage, Jesse monte dans ses toilettes consommer de la méthamphétamine et Walter s’occupe de Krazy-8. Lorsqu’il s’apprête à remonter, son prisonnier révèle avoir appris son nom et plusieurs éléments de sa vie de la bouche de Jesse. Puisqu’il ne vas désormais pas mourir naturellement, Walter n’a d’après lui aucun autre choix que de le libérer, puisque d’après lui, le père de famille n’est pas fait pour cette vie. Lorsqu’il remonte, il confronte Jesse sur ce qu’il a dit à Krazy-8 et essaie de se débarrasser de la drogue produite, mais une quinte de toux l’en empêche. Avant de partir, Jesse lui rappelle qu’il a perdu à pile ou face et qu'il doit tuer Krazy-8.
Dans un magasin, Marie appelle Hank après une de ses interventions et lui annonce que Walt Jr a fumé de la marijuana. Malgré ses réticences initiales, Hank décide d’emmener son neveu au « Crystal Palace », un motel ou vivent plusieurs toxicomanes, afin de le décourager de consommer de la drogue. Ils interagissent brièvement avec Wendy, une des prostituées du motel. Après leur départ, elle regagne sa chambre, où se cache Jesse, et les deux couchent ensemble. 
Pendant ce temps, Walter pèse le pour et le contre quant au fait de tuer Krazy-8 avant d’être appelé par Skyler. Elle avoue avoir découvert qu’il a démissionné de la station de lavage, alors qu’il prétendait justement rester y travailler, et qu’elle préfère qu’il ne rentre pas chez eux ce soir. Il descend ensuite porter son repas à Krazy-8, mais une violente quinte de toux le fait s’évanouir. A son réveil, il avoue à son prisonnier qu’il a un cancer du poumon. Après être remonté pour préparer un autre repas, il décider de rester en sa compagnie. Il apprend ainsi que le véritable nom de Krazy-8 est Domingo. Ce dernier est d’abord réticent à répondre à ses questions, persuadé que rien de ce qu’il pourra dire ne convaincra Walter de ne pas le tuer, et que mieux le connaitre ne fera que rendre la tache de son geôlier plus difficile. Il accepte finalement de lui parler de lui, avant que la conversation ne bascule sur Walt. Elle se termine lorsque Domingo lui répète qu’il n’est pas fait pour cette vie. Walter décide alors de libérer son prisonnier. Mais lorsqu’il remonte chercher la clé, il découvre que l’un des morceaux de l’assiette utilisé pour amener son sandwich à Krazy-8, qui s’est cassé lors de son évanouissement, est manquant. Il comprend alors que son prisonnier l’a récupéré et va s’en servir pour le tuer dès sa libération. Lorsqu’il redescend, il constate son prisonnier prêt à le poignarder alors qu’il s’apprête à le libérer, et le confronte quant à ses intentions. Lorsque son prisonnier l’attaque, Walter arrive à l’étrangler, malgré une blessure à la jambe. A son retour, Jesse constate que le camping-car et le sous-sol sont vides. 

### Épisode 4:Retour aux sources
- États-Unis et  Canada anglais : 17 février 2008 sur AMC
- France : 27 octobre 2009 sur Orange Cinémax et le 16 octobre 2010 sur Arte
- Belgique : 6 novembre 2009 sur Be Séries
- Québec  Canada français : sur AddikTV

- Benjamin Petry (Jake Pinkman)
- Charles Baker (Skinny Pete)
- David House (Dr Delcavoli)
- Kyle Bornheimer (Ken Wins)
- Michael Bofshever (Mr Pinkman)
- Matt L. Jones (Badger)
- Steven Michael Quezada (Gomez)
- Tess Harper (Mme Pinkman)

A la DEA, Hank parle à Steve et au reste de son équipe de la disparition de Krazy-8, un de leurs informateurs, de celle de son cousin Emilio, la dernière personne qu’il a dénoncée, et de la drogue trouvée dans la voiture du premier. Avec un taux de pureté de 99%, il s’agit, d’après le laboratoire, de la méthamphétamine le plus pure qu’il ait jamais vue. Hank pense qu’un nouveau groupe est arrivé sur le marché, armé de chimistes extrêmement compétents, et que ces derniers se trouvent ici-même, à Albuquerque. 
Chez les White, la famille donne un barbecue en compagnie de Marie et Hank. Walter raconte à son fils comment il a rencontré et séduit sa mère, au grand émoi de cette dernière. Lorsqu’elle quitte la table en pleurant, Walt est forcé de révéler qu’il est atteint d’un cancer des poumons, et toute sa famille l’assure de son soutien. Plus tard, Jesse passe la soirée avec ses deux amis Skinny Pete et Combo, et devant l’insistance de ses amis, Jesse partage avec eux un peu du cristal fabriqué avec Walt. Le lendemain matin, Jesse, victime d’hallucinations et se croyant menacé, fuit par l’arrière de sa maison. 
Pendant ce temps, Walter change ses pansements et tente de soigner la blessure que Krazy-8 lui a faite à la jambe quelques jours auparavant. Lorsqu’il sort de la salle de bains, Skyler lui apprend qu’elle a pris rendez-vous avec un des meilleurs cancérologues du pays, conseillé par Marie, qui travaille dans le milieu hospitalier. En revanche, ils vont devoir verser 5 000 dollars pour la première consultation. Lorsqu’il essaie de discrètement récupérer le reste de l’argent qu’il a gagné et qu’il a caché dans la maison, il manque d’être surpris par son fils, qui lui reproche son manque apparent de volonté. Il se rend ensuite dans une banque échanger de l’argent contre un chèque, et croise la route d’un trader particulièrement arrogant et odieux. 
Le soir, Jesse interrompt le repas de son père, sa mère et son petit frère Jake en entrant bruyamment dans leur jardin en escaladant la palissade. Il passe les journées suivantes à dormir dans sa chambre d’enfant. Alors que ses parents débattent sur l’attitude à adopter avec leur fils, et penchent d’abord pour une approche sévère, ils se ravisent en le voyant mettre la table pour le repas du soir.  Au lycée, dans sa salle de classe, un Walter mal à l’aise tente de dire à son fils que les choses finissent toujours par s’arranger d’elle-même, mais ce dernier se montre peu convaincu. 
Le soir, dans la chambre de Jake, Jesse constate que son petit frère cumule les prix et les récompenses en dépit son jeune âge, mais est déçu de constater que sa mère n’a pas confiance en le fait de le laisser seul sans surveillance avec Jake. Il apprend pourtant par ce dernier que ses parents parlent tout le temps de lui. La nuit, après avoir fumé un joint et retrouvé de vieux dessins réalisés lorsqu’il était enfant, il est appelé par Combo, qui lui dit qu’il connait des gens prêts à acheter sa marchandise. Le lendemain, il passe donc voir Walter chez lui pour tenter de le convaincre de reprendre la production, mais ce dernier refuse catégoriquement, et Jesse part fâché après avoir donné sa part à Walter. Ce dernier se rend ensuite avec Skyler à un rendez-vous avec le cancérologue, qui lui confirme la gravité de sa maladie et lui énumère tous les effets secondaires du traitement. 
Leur femme de ménage ayant trouvé dans sa chambre un joint, les parents de Jesse confrontent leur fils, et, déçus de son comportement, lui demandent de quitter la maison. Lors de son départ, Jake le remercie de ne pas l’avoir dénoncé, étant le véritable propriétaire du joint. Lorsqu’il lui demande de lui rendre, Jesse écrase le joint par terre, en lui disant que « Toute façon, c’est d’la merde ». 
Chez les White, Walter et Skyler se disputent devant leur fils, le premier souhaitant réfléchir avant de commencer un traitement d’un cout de 90 000 dollars. Sa femme lui dit qu’ils peuvent trouver un moyen de le financer, mais son mari ne veut pas laisser sa famille couverte de dettes après sa mort. Son fils lui dit alors que dans ce cas-ci, ils vaudrait mieux se laisser mourir tout de suite. 

### Épisode 5:Vivre ou Survivre
- États-Unis et  Canada anglais : 24 février 2008 sur AMC
- France : 3 novembre 2009 sur Orange Cinémax et le 23 octobre 2010 sur Arte
- Belgique : 6 novembre 2009 sur Be Séries
- Québec  Canada français: sur AddikTV

- Adam Godley (Elliot)
- Carmen Serano (Carmen)
- Jessica Hecht (Gretchen)
- Jesus Payan (No-Doze)
- Kyle Swimmer (Louis)
- Matt L. Jones (Badger)

Walt et Skyler sont invités chez Elliott et Gretchen, d'anciens amis de fac de Walter. Le couple a bien réussi, ils sont aujourd'hui riches et possèdent leur propre société Grey Matter. Skyler ne peut s'empêcher d'évoquer le cancer de Walt et le coût onéreux du traitement. Elliott lui propose alors un travail lui permettant par sa mutuelle de couvrir ses frais de traitement.
Pendant ce temps, Jesse essaie de produire de la meth lui-même, sans succès, après une dispute avec Walter.
Quant à Walter Jr., mineur, il commet un acte illégal en demandant à un passant, qui se révèle être un policier en civil, d'acheter de la bière pour lui. Au lieu d'appeler son père il appelle son oncle Hank.

### Épisode 6:Bluff
Pour les articles homonymes, voir Bluff (homonymie).
- États-Unis et  Canada anglais : 2 mars 2008 sur AMC
- France : 3 novembre 2009 sur Orange Cinémax et le 23 octobre 2010 sur Arte
- Belgique : 13 novembre 2009 sur Be Séries
- Québec  Canada français : sur AddikTV

- Carmen Serano (Carmen)
- Charles Baker (Skinny Pete)
- César García Gómez (Gonzo)
- Jesus Payan (No-Doze)
- Pierre Barrera (Hugo)
- Raymond Cruz (Tuco)
- Steven Michael Quezada (Gomez)

Voyant l'état de santé de Walt empirer, Jesse découvre que son associé a un cancer et qu'il prépare de la meth pour subvenir aux besoins de sa famille.
Le duo cherche alors un nouveau réseau de distribution et Jesse fait la connaissance de Tuco Salamanca en lui proposant sa drogue. Mais Tuco tabasse Jesse sans lui remettre l'argent dû. Walt rend alors visite à Tuco, mais remplace la meth par du fulminate de mercure, d'aspect identique mais hautement explosif. Devant la démonstration qui souffle toutes les fenêtres de l'appartement, Tuco, impressionné, accepte de passer un marché avec Jesse et Walt.

### Épisode 7:Le Fruit défendu
- États-Unis et  Canada anglais : 9 mars 2008 sur AMC
- France : 3 novembre 2009 sur Orange Cinémax et le 30 octobre 2010 sur Arte
- Belgique : 13 novembre 2009 sur Be Séries
- Québec  Canada français : sur AddikTV

- États-Unis : 1,5 million de téléspectateurs[3] (première diffusion)

- Carmen Serano (Carmen)
- César García Gómez (No-Doze)
- David House (Dr Delcavoli)
- Jesus Payan (Gonzo)
- Raymond Cruz (Tuco)

Walter et Jesse rencontrent des difficultés pour produire la grande quantité de meth promise à Tuco, ayant opté pour une formule à la méthylamine, composant indispensable à la production. Devant la difficulté de Jesse à se la procurer, ils organisent alors un vol dans un entrepôt de haute sécurité en forçant la porte à l'aide de thermite, hautement inflammable, composée à partir de la récupération de poudre d'aluminium dans des jouets (des écrans magiques).
Une fois la quantité de drogue produite, ils donnent rendez-vous à Tuco dans une casse automobile pour procéder à l'échange.
Une fois là, l'échange se déroule presque normalement. Mais Tuco, après avoir testé le produit, bat violemment un de ses hommes pour un motif futile,  sous les yeux apeurés de Walt et Jesse. Ces derniers comprennent qu'ils risquent leur vie à tout moment en s'associant avec lui.